# Moštanica (Serbia)
Moštanica (cyr. Моштаница) – wieś w Serbii, w okręgu pczyńskim, w mieście Vranje. W 2011 roku liczyła 413 mieszkańców.